# Vapore acqueo

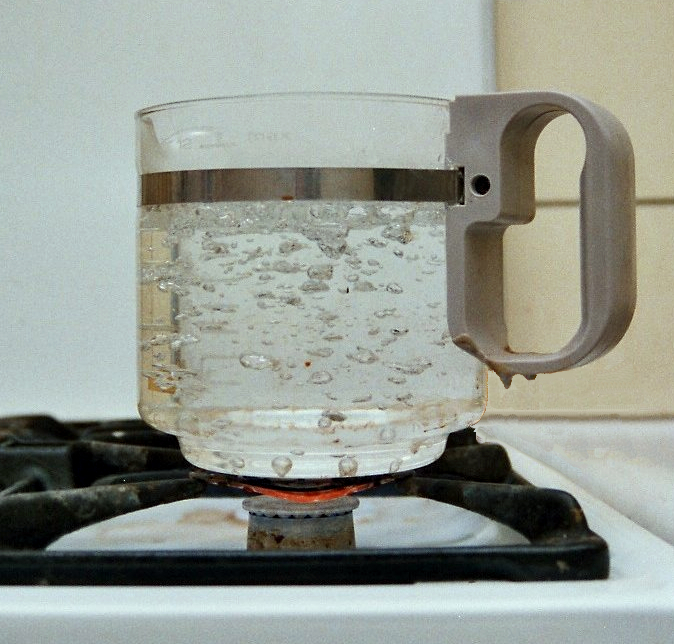
Acqua in ebollizione: le bolle sono costituite da vapore acqueo.

Con il termine vapore acqueo si fa riferimento all'acqua nel suo stato di vapore. Invisibile, inodore e incolore, è uno dei componenti dell'atmosfera terrestre.  Quando il vapore acqueo si raccoglie in gran quantità e si mescola a polveri, gas vari, pollini, residui della combustione, diventa allora meno trasparente, dando luogo al fenomeno della foschia o della caligine.

## Condizioni termodinamiche del vapore acqueo

Diagramma di fase dell'acqua, con indicato il campo di esistenza del vapore acqueo.

A seconda delle condizioni (temperatura, pressione e umidità) a cui il vapore acqueo si trova, si parla di:
- vapore saturo: è la condizione in cui il vapore si trova all'equilibrio con il liquido (acqua), ossia a una precisa temperatura, detta punto di ebollizione dell'acqua, associata a sua volta a una specifica pressione assoluta; una variazione anche minima di temperatura, sufficiente per trasformare in vapore la fase liquida residua, o di pressione, provoca lo spostamento da tale condizione;
- vapore saturo umido: è il vapore saturo che contiene la massima quantità di liquido, che si trova sotto forma di minutissime goccioline; esempi di questo stato sono il vapore della pentola, la nebbia e le nuvole;
- vapore saturo secco: è il vapore saturo con il minore quantitativo di liquido, ovvero quello che non contiene nessuna gocciolina d'acqua; in tali condizioni il vapore non è visibile; ad esempio l'improvvisa scomparsa della nebbia è dovuto al passaggio da vapore saturo umido a vapore saturo secco; succede infatti che l'umidità dell'aria passa dallo stato saturo umido (o punto di rugiada) allo stato secco, perché i raggi del sole hanno evaporato quelle goccioline e in conseguenza di ciò l'aria diviene trasparente;
- vapore surriscaldato: è un vapore che si trova in condizioni di non equilibrio, mancando del tutto, a seguito di un apporto termico sufficiente a vaporizzarla completamente, la fase liquida con la quale invece il vapore saturo è in equilibrio; il termine "surriscaldato" indica che tale vapore presenta una temperatura superiore al punto di ebollizione caratteristico della pressione a cui si trova. Ogni apporto di calore supplementare, non essendoci più liquido da vaporizzare, innalza ulteriormente la temperatura del vapore.

Per gli usi tecnologici fa molta differenza la distinzione tra saturo umido, saturo secco e surriscaldato, perché l'impiego del vapore nelle macchine termiche utilizza il salto termico, cioè del calore che trasporta (il vapore surriscaldato, considerata la temperatura più alta, ne trasporta il maggior quantitativo), e dunque a pari quantità di vapore usato, quelle goccioline d'acqua riducono fortemente l'energia disponibile e, nel caso di macchine veloci come le turbine a vapore, quelle goccioline battono violentemente sul metallo, rovinando le macchine.

### Influenza della temperatura dalla pressione
La temperatura del vapore acqueo varia in base al variare della pressione e, in condizione di vapore saturo, assume i seguenti valori:
| Pressione (bar)  | 1   | 2   | 3   | 4   | 5   | 6   | 7   | 8   | 9   | 10  | 11  | 12  | 13  | 14  | 15  | 16  | 17  | 18  |
| Temperatura (°C) | 100 | 120 | 134 | 144 | 152 | 159 | 165 | 171 | 175 | 180 | 184 | 188 | 192 | 195 | 198 | 201 | 204 | 208 |

## Importanza per il clima

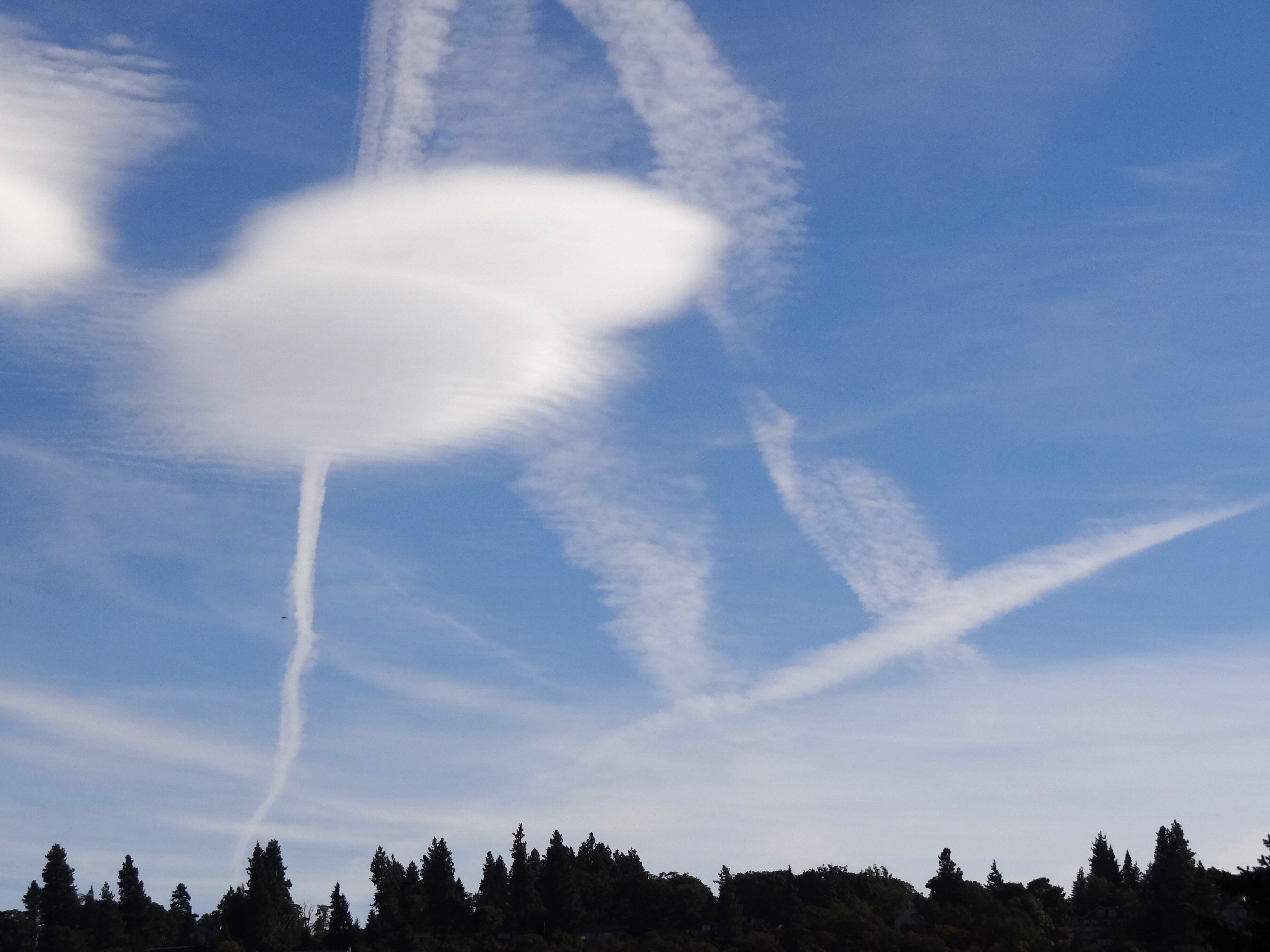
Nuvole e scie di vapore

Il vapore acqueo atmosferico è parte del ciclo idrologico, un sistema chiuso di circolazione dell'acqua dagli oceani e dai continenti verso l'atmosfera e viceversa, in un ciclo continuo di evaporazione, traspirazione, condensazione e precipitazione. La sua concentrazione in atmosfera è fortemente variabile nello spazio e nel tempo in funzione delle condizioni meteorologiche.

### Effetto serra e vapore acqueo
Il vapore acqueo è il gas serra a più alta concentrazione in atmosfera (in media 0,33% fino ad arrivare in certi periodi al 4%) ed è quello che contribuisce maggiormente all'effetto serra (con un contributo stimato del 70%, che raggiunge il 98% se viene considerato anche l'effetto creato dalle nuvole). La stessa teoria dell'effetto serra è nata ai primi del 1800 proprio per spiegare il ruolo determinante del vapore acqueo nell'atmosfera. Nell'atmosfera, le molecole di acqua catturano il calore irradiato dalla Terra diramandolo in tutte le direzioni, riscaldando così la superficie della Terra prima di essere irradiato nuovamente nello spazio.

## Applicazioni
La forza motrice del vapore è stata utilizzata nei due secoli scorsi per il funzionamento di alcune macchine, come le macchine a vapore, inventate durante la Rivoluzione industriale. Ora il vapore è usato soprattutto nelle centrali termoelettriche e termonucleari per muovere le turbine nella produzione di energia elettrica.
La tecnologia del vapore (come viene detto per antonomasia il vapore d'acqua) è stata sviluppata dal secolo XVII ed ha ricevuto applicazione effettiva nella seconda metà del secolo XVIII, ad opera soprattutto di scienziati ed ingegneri inglesi e francesi, tra cui si devono citare Denis Papin e James Watt. Il vapore d'acqua si ottiene mediante evaporazione per ebollizione dell'acqua in apposite apparecchiature dette caldaie o più precisamente generatori di vapore.
Caratteristica fondamentale del vapore d'acqua è la capacità di trasporto di calore: alla pressione di 10 bar (1000 kPa) un chilo di vapore richiede 2013,6 kJ per cambiare di stato, e rende 2013,6 kJ condensando. Considerando che la temperatura di ebollizione a 10 bar è di 179,8 °C, e che quindi raffreddando da 179,8 a 0 °C 1 kg d'acqua si ottengono poco meno di 750 kJ, è evidente che trasporto 4 volte più energia usando vapore di quanta ne trasporti l'acqua.

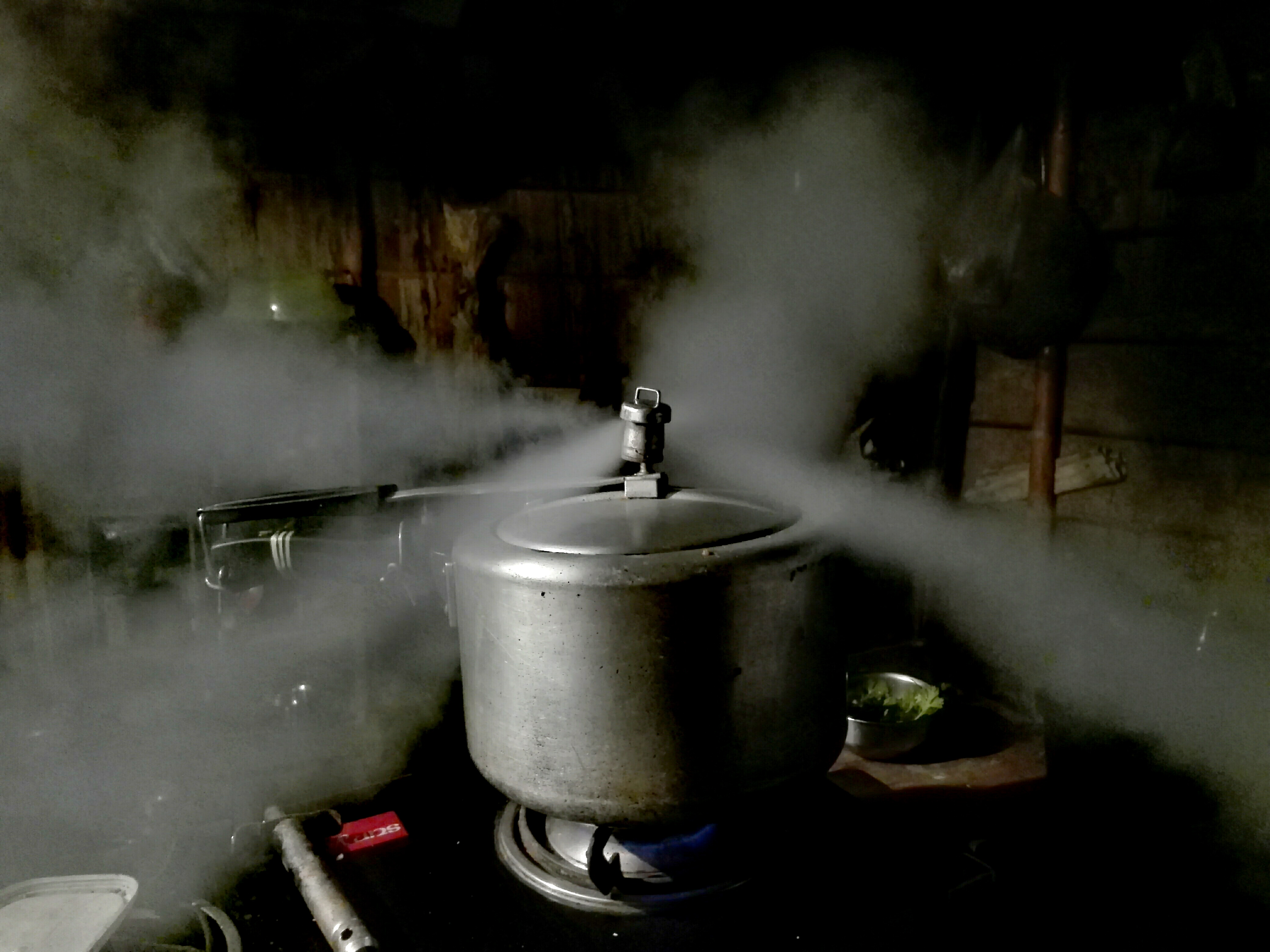
Vapore acqueo rilasciato da una pentola a pressione
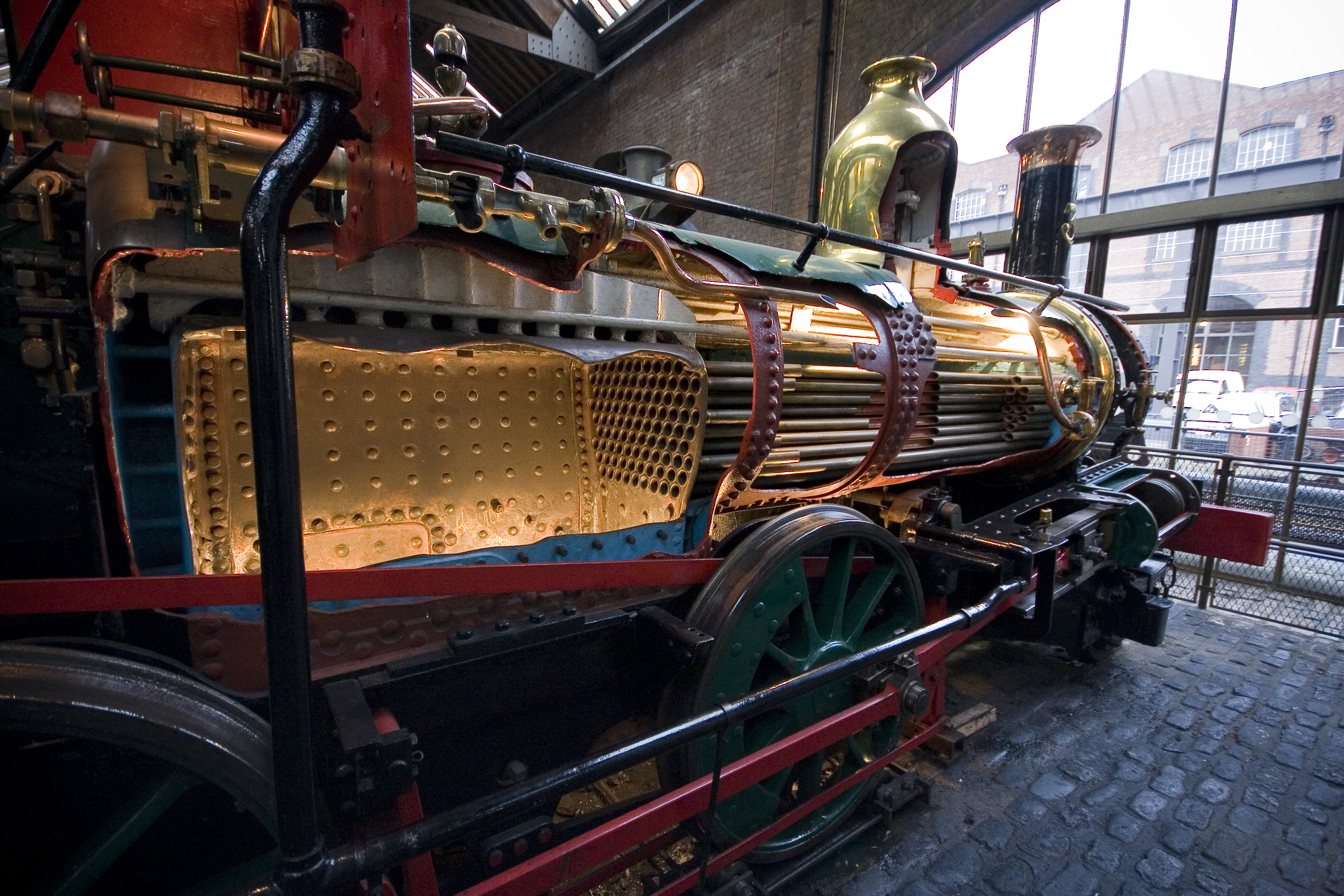
Vista in sezione di una locomotiva a vapore
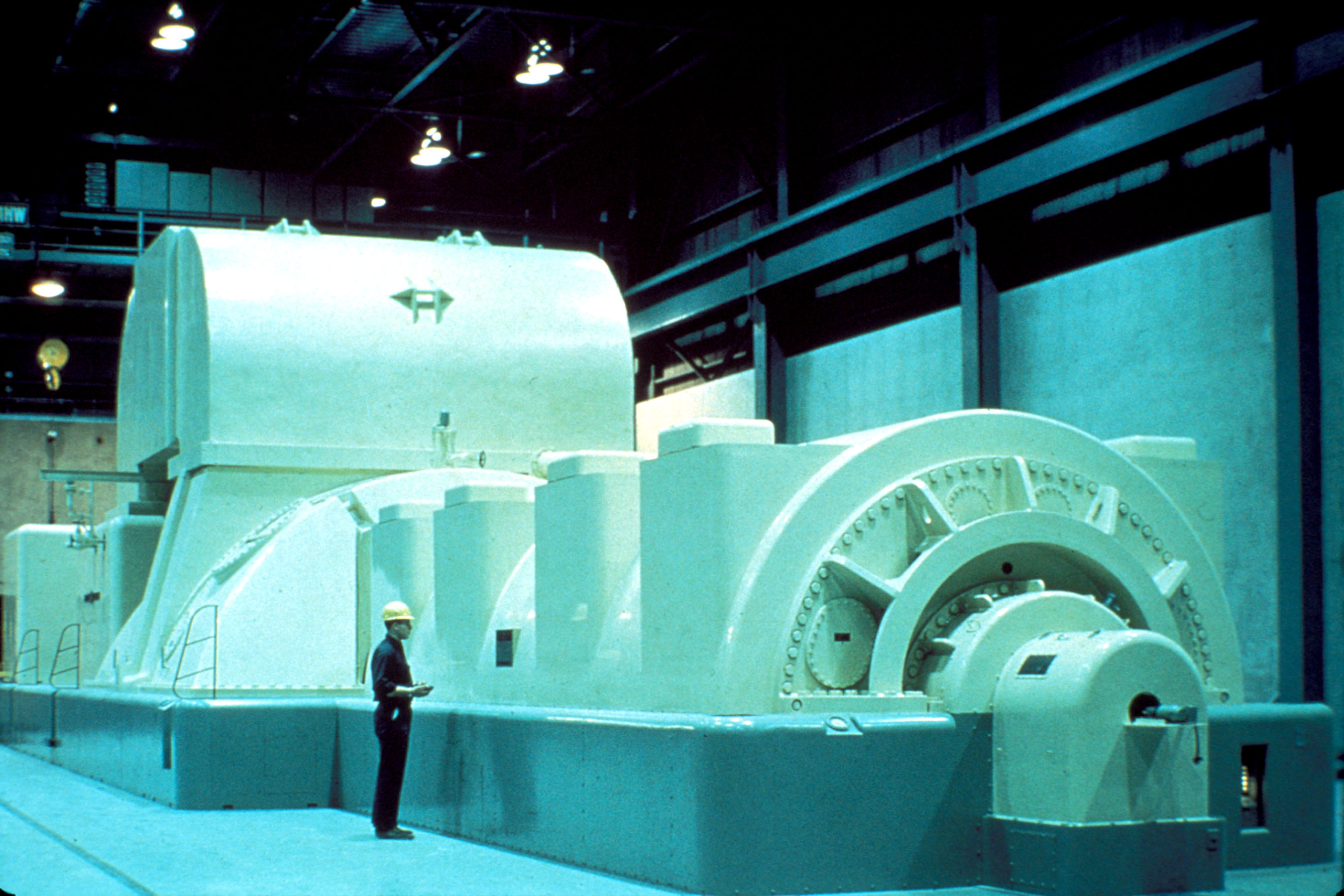
Turbina a vapore
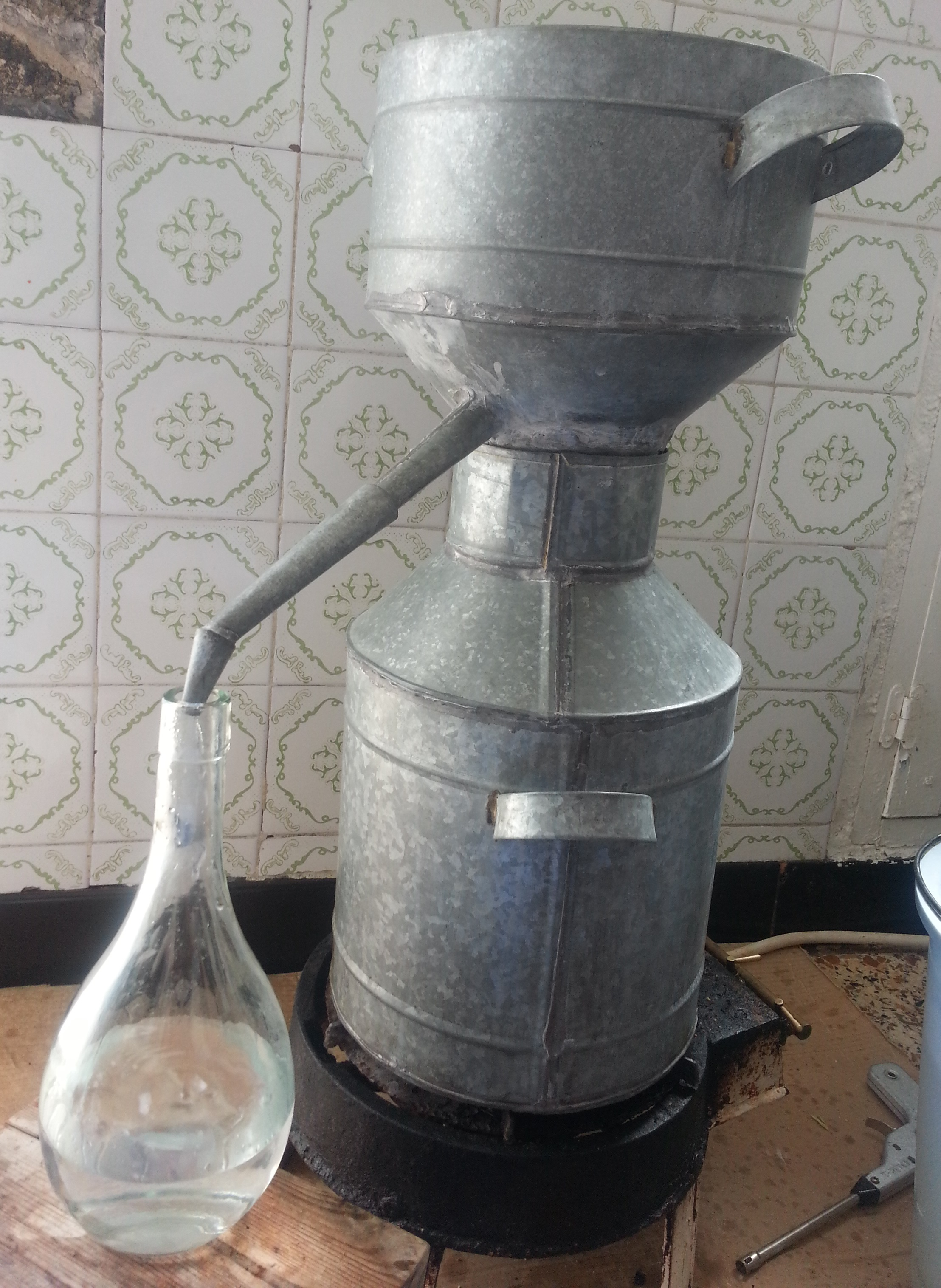
Distillazione in corrente di vapore per la preparazione di acqua di fiori d'arancio
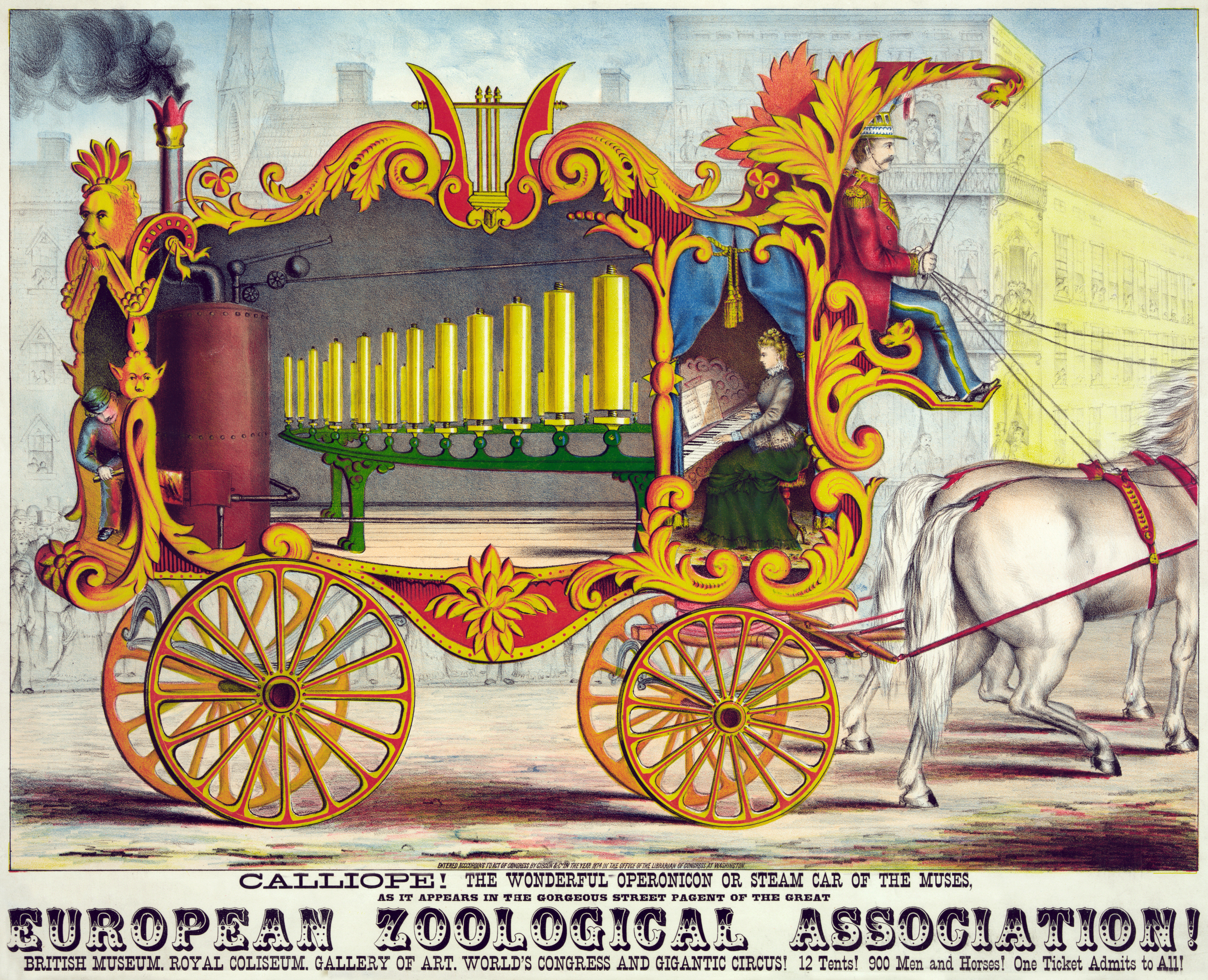
Organo a vapore